# Злин
Злин (чеш. Zlín [zliːn]) — статутный город в Чехии, в исторической области Моравия.
Столица Злинского края. С 1949 по 1989 назывался Го́твальдов (чеш. Gottwaldov [ˈɡotvaldof]), в честь К. Готвальда.

## История
Первое упоминание Злина относится к 1332 году, когда он был центром одной из ремесленных гильдий Моравской Валахии. Злин получил статус города в 1397 году. Во время Тридцатилетней войны жители Злина, наряду с другими жителями Моравской Валахии, подняли восстание против династии Габсбургов. В 1622 г. был сожжён Злинский замок.
Развитие Злина в XIX-м — первой половине XX века было тесно связано с обувной фабрикой «Батя» и деятельностью фабрикантов-меценатов. До конца же XIX века город имел население около 3000 человек и не сильно отличался от других окрестных городков. Хотя исторически город был плотно связан с Моравской Валахией, реально Злин расположен на стыке трёх исторических областей Моравии: Моравской Валахии, Моравской Словакии и Страны Ганаков.
В 1934 году здесь была создана чешская киностудия Atéliery Bonton Zlín.

### Злин и Томаш Батя (1894—1932)

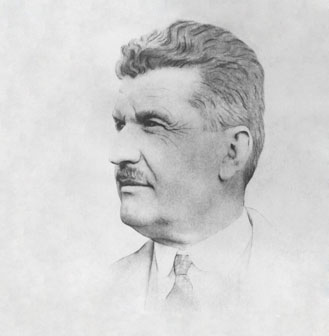
Томаш Батя

Злин начал быстро расти после того, как Томаш Батя основал там в 1894 году обувную фабрику «Baťa». Тогда население Злина составляло около 3000 жителей. Фабрика поставляла обувь в австро-венгерскую армию во время Первой мировой войны, поскольку данный регион, как и вся Моравия, был частью Австро-Венгерской империи. Благодаря замечательному экономическому росту компании и растущему процветанию её рабочих Томаш Батя был избран мэром Злина в 1923 году.
«Baťa» стала ведущим производителем и продавцом обуви в Чехословакии в 1922 году. Завод в Злине был модернизирован и расширен к 1927 году. Томаш Батя стремился к сближению интересов предпринимателей и сотрудников. Помимо производства обуви, компания диверсифицировалась в машиностроении, резиновой технике и многих других отраслях. Завод нанял тысячи рабочих, которые переехали в Злин и поселились здесь в больших садовых районах. Между 1923 и 1932 годами число служащих Бати в Злине выросло с 1800 до 17 000 человек. Численность городского населения увеличилась с 5300 до 26 400 человек. В те годы количество профессий и ремёсел увеличилось со 150 до 400. Помимо компании «Baťa», в городе было около пяти других обувных фабрик. Жителям города были доступны сеть школ, больница и ряд культурных и спортивных ассоциаций.
В 1929—1932 годах Томаш Батя создал филиалы в более чем 20 странах Европы, включая Великобританию, в Африке, Азии, США и Канаде. Магазины и обувные фабрики в этих странах управлялись из штаб-квартиры в Злине. В 1932 году компания Baťa наняла в общей сложности 31 000 человек. Фабрики и прилегающие жилые районы были построены в соответствии с моделью Злина в следующих городах:
- 1931 Отмут (Германия)
- 1932 Челмек (Польша), Борово (Хорватия), Мёлин (Швейцария), Хеллокур (Франция)
- 1933 Тилбери (Англия), Батанагар (Индия)
- 1934 Бест (Нидерланды)
- 1939 Белькамп (США), Батава (Канада)

### Город в 1932—1945 гг.
Томаш Батя погиб в авиакатастрофе в июле 1932 года. После него компанией управляли Ян А. Батя, Уго Вавречка и Доминик Чипера, который также стал мэром. Компания Baťa, а также город Злин продолжали расти. В 1929—1935 годах развилась сильная экономическая агломерация Злин — Отроковице — Напайедла. В 1935 году город стал резиденцией административного округа и укрепил свои позиции в Восточной Моравии. В сеть учебных заведений были добавлены новые средние школы. Население увеличилось от 26 400 до 37 400 человек в период между 1932 и 1939 годами, число сотрудников компании Baťa выросло с 17 000 до 22 000 человек. Количество ремёсел увеличилось с 400 до 1100 (1937). К 1938 году в 38 странах существовали магазины и фабрики Бати, а число сотрудников достигло 65 000 человек. 
Во время Второй мировой войны (1939—1945) жизнь в городе находилась под влиянием немецких оккупантов. Руководство крупной глобальной компании пришлось разделить. Руководство компании Baťa в Злине (Ян А. Батя, Уго Вавречка и Доминик Чипер) затронуло предприятия в протекторате Богемии и Моравии и в некоторых европейских странах. Ян А. Батя жил в Соединенных Штатах (1939—1941), а затем поселился в Бразилии. Томаш Ян Батя был изгнан в Канаду в 1939 году. Злин пострадал от войны осенью 1944 года, когда город подвергся бомбардировке и получил значительный урон.
Группа партизан и бойцов сражалась против нацистов в окрестностях Злина в 1944—1945 годах. Злин был освобождён советской и румынской армиями 2 мая 1945 года.

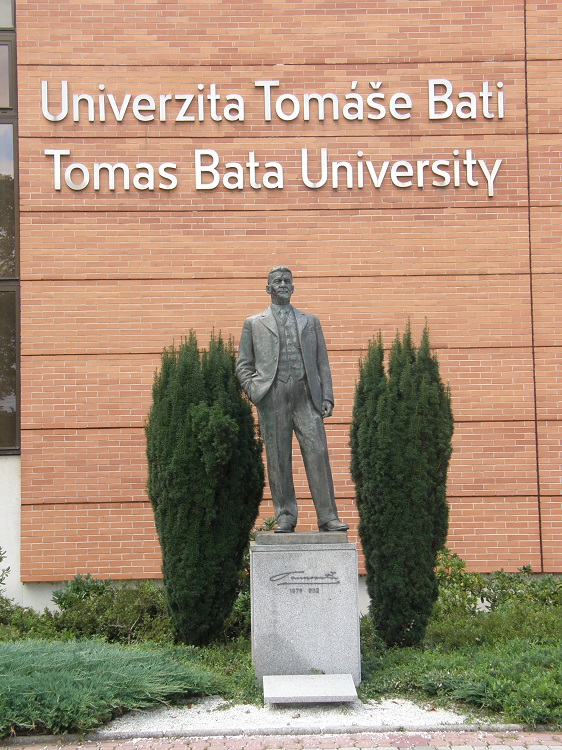

### Послевоенная эра
Коммунистическое правительство взяло на себя управление заводами Злин и Батя в мае 1945 года, а в октябре была основана национализированная компания «Батя» в Чехословакии. Злин был переименован в Готтвальдов в 1949 году — в честь первого коммунистического президента Чехословакии — Клемента Готтвальда. Город развивал своё положение как административный, экономический, образовательный и культурный центр Восточной Моравии. Местный технологический факультет заработал в 1969 году. 
1 января 1990 года городу было возвращено название Злин. Томаш Ян Батя основал там филиал своей компании в 1991 году. Злин стал центром вновь образованного Злинского края в 2000 году. Университет Томаша Бати был основан в Злине в 2001 году.

## Население
| 1869    | 1880    | 1890    | 1900    | 1910    | 1921    | 1930    | 1930    | 1950    |
| ------- | ------- | ------- | ------- | ------- | ------- | ------- | ------- | ------- |
| 9889    | ↗10 265 | ↗10 455 | ↗10 944 | ↗11 970 | ↗13 488 | ↗33 068 | ↘21 582 | ↗53 014 |
| 1950    | 1961    | 1961    | 1970    | 1970    | 1980    | 1980    | 1991    | 1991    |
| ↗59 364 | ↘58 119 | ↗61 203 | ↗64 969 | ↗68 436 | ↗77 460 | ↗83 983 | ↗84 522 | ↘81 146 |
| 2001    | 2014    | 2016    | 2017    | 2018    | 2019    | 2020    | 2021    | 2021    |
| ↘78 833 | ↘75 278 | ↘75 171 | ↘75 117 | ↘74 947 | ↗74 997 | ↘74 935 | ↘74 478 | ↘74 178 |
| 2022    | 2023    | 2024    | 2025    |         |         |         |         |         |
| ↘72 973 | ↗74 191 | ↗74 255 | ↗74 684 |         |         |         |         |         |

## Архитектура
Отличительная архитектура Злина основывалась на принципах, которые строго соблюдались в течение всего периода межвоенного развития. Его центральной темой было выведение всех архитектурных элементов из заводских зданий. Было подчеркнуто центральное положение промышленного производства в жизни жителей Злина. Следовательно, одни и те же строительные материалы (красный кирпич, стекло, железобетон) были использованы для строительства всех общественных (и наиболее важных частных) зданий
Общим структурным элементом архитектуры Злина является квадратный отсек 20х20 футов (6,15х6,15 м). Несмотря на то, что этот модификатор изменён несколькими вариантами, этот высокий стиль модерна приводит к высокой степени однородности зданий. Это подчеркивает центральную и уникальную идею индустриального города-сада. Архитектурный и городской функционализм должен был отвечать требованиям современного города. Простота его зданий, переведенная в функциональную приспособляемость, заключалась в том, чтобы отвечать потребностям повседневной жизни.

### Архитектурные особенности
- Вилла Tomáš Baťa была ранним архитектурным достижением в Злине (строительство было закончено в 1911 году). Дизайн здания был выполнен известным чешским архитектором Яном Котерой, профессором Пражской Академии изящных искусств. После его конфискации в 1945 году, здание служило пионерским домом. Вернувшись к Томашу Дж. Бате, сыну основателя компании, в здании теперь находится штаб-квартира Фонда Томаша Бати[26].
- Больница Бати в Злине была основана в 1927 году и быстро превратилась в одну из самых современных чехословацких больниц. Оригинальная архитектурная конструкция была разработана Франтишеком Лиди Гахура.
- Grand Cinema (Velké kino) был построен в 1932 году и стал самым крупным кинотеатром в Европе (2580 сидящих зрителей) в свое время. Кинотеатр также похвасталось самым большим киноэкраном в Европе (9 х 7 метров). Это технологическое чудо было разработано чешскими архитекторами Мирославом Лоренком (1896—1943) и Франтишеком Лиди Гахурой (1896—1958).
- Монумент Томаша Бати был построен в 1933 году Франтишеком Лиди Гахура. Первоначальная цель здания состояла в том, чтобы отметить достижения Бати до его неожиданной смерти в авиакатастрофе в 1932 году. Само здание — конструктивистский шедевр. С 1955 года он является резидентом Филармонического оркестра Богуслава Мартина.
- Небоскреб Baťa (Baťův mrakodrap, Jednadvacítka) был построен как штаб-квартира всемирной организации Baťa. Здание было построено в 1936—1939 годах Владимиром Карфиком. В то время это было самое высокое здание в Чехословакии (77,5 м). После дорогостоящей реконструкции в 2004 году он стал резиденцией Злинского района и штаб-квартиры налоговой службы.

## Образование

### Университет Томаша Бати
Занимает 87 место в рейтинге высших учебных заведений развивающихся стран Европы и Центральной Азии (EECA). Также входит в топ-1100 мирового рейтинга университета QS.
Университет был открыт в 2001 году и является государственным вузом. ВУЗ сотрудничает с местными компаниями Злинского края. При получении образования студенты получают много практики по своим специальностям.
В университете открыты Центр прикладной информатики и Центр полимерных систем, которые проводят прикладные исследования для региональных компаний.

#### Факультеты Университета
- Факультет мультимедиальной коммуникации;
- Факультет прикладной информатики;
- Технический факультет;
- Факультет менеджмента и экономики;
- Факультет гуманитарных исследований;
- Факультет логистики и кризисного управления.

## Достопримечательности
- Злинский замок
- Злинский зоопарк
- Замок Лешна
- Костёл Святых Филиппа и Иакова

## Спорт
- В городе существует хоккейный клуб «Злин» (чеш. TJ Gottwaldov), в составе которого, в качестве нападающего играл тренер хоккейного клуба «Спартак» Москва, хоккейного клуба «Атлант» Мытищи Милош Ржига, в 1984—1986 годах. Воспитанником местной школы являлся Карел Рахунек[28], погибший в авиакатастрофе с командой «Локомотив».
- В городе есть волейбольный клуб Фатра Злин, который играет в чешской экстралиге мужчин.
- В Злине существует футбольный клуб «Фастав», играющий в Первой лиге чемпионата Чехии (наивысшем дивизионе в национальной футбольной иерархии). В 2017 году «Фастав» впервые в своей истории стал обладателем Кубка Чехии. Также команда из Злина неоднократно принимала участие в европейских клубных соревнованиях.

## Города-побратимы
- Изегем, Бельгия
- Новохопёрск, Россия[29]
- Сесто-Сан-Джованни, Италия
- Тренчин, Словакия